# رقاقس أسطواني
رقاقس أسطواني (الاسم العلمي: Androsace cylindrica) هو نوع من النباتات يتبع جنس الرقاقس من فصيلة الربيعية.